# میلان آلبرخت
میلان آلبرخت (اسلواکی: Milan Albrecht؛ زادهٔ ۱۶ ژوئیهٔ ۱۹۵۰) بازیکن و مربی فوتبال اهل چکسلواکی بود.
از باشگاه‌هایی که در آن بازی کرده‌است می‌توان به باشگاه ورزشی آ اس ترنچین و باشگاه فوتبال بانیک استراوا اشاره کرد.
وی همچنین در تیم ملی فوتبال چکسلواکی بازی کرده‌است.